# موهلنبکر لاند
موهلنبکر لاند (به آلمانی: Mühlenbecker Land) یک شهر در آلمان است که در اوبرهافل واقع شده‌است. موهلنبکر لاند  ۱۳٬۲۱۳ نفر جمعیت دارد.